# Bursellia gibbicervix
Bursellia gibbicervix là một loài nhện trong họ Linyphiidae.
Loài này thuộc chi Bursellia. Bursellia gibbicervix được J. Denis miêu tả năm 1962.